# 1909 en santé et médecine
| Années de la santé et de la médecine : 1906 - 1907 - 1908 - 1909 - 1910 - 1911 - 1912    |
| Décennies de la santé et de la médecine : 1870 - 1880 - 1890 - 1900 - 1910 - 1920 - 1930 |

Cet article présente les faits marquants de l'année 1909 en santé et médecine.

## Événements
- 23 avril : Carlos Chagas découvre la trypanosomiase américaine et, cas unique dans l'histoire de la médecine, donne à cette occasion la description complète d'une maladie infectieuse nouvelle.
- 10 juin : les usines de Hoechst déposent le brevet du Salvarsan, médicament antisyphilitique de synthèse souvent considéré comme le premier agent chimiothérapeutique moderne[1].
- 24 juillet : fondation du Moynihan Chirurgical Club, premier du genre en Grande-Bretagne[2].
- 18 septembre : considéré à ce titre comme une des pionniers de la chirurgie ambulatoire, James H. Nicoll publie les interventions qu'il a pratiquées en hospitalisation de jour[3]'[4].
- 4-9 octobre : le 22e congrès de l'Association française de chirurgie se tient à  Paris[5].
- 24 novembre 1909 : en France, la loi Engerand institue un congé de maternité d'une durée de huit semaines, sans rémunération mais sans rupture du contrat de travail[6].
- 25 novembre : l'écrivain Georges Duhamel soutient sa thèse de médecine sur l'acide thymique[7].

Sans date
- Armand Ruffer fonde la paléopathologie en découvrant l'agent de la bilharziose dans les reins de momies égyptiennes [8].
- Jean De Meyer, clinicien et physiologiste belge, nomme « insuline » l'hormone peptidique hypoglycémiante sécrétée par le pancréas.
- Charles Nicolle découvre que le typhus exanthématique est transmis par le pou[9].
- Sortie de Un chirurgien distrait, film comique réalisé par Émile Cohl[10].
- Le médecin autrichien Karl Landsteiner et ses assistants Erwin Popper et Constantin Levaditi découvrent le poliovirus[11].

## Prix
- Prix Nobel de médecine : Theodor Kocher, « pour ses travaux sur la physiologie, la pathologie et la chirurgie de la glande thyroïde[12] ».
- Prix Montyon : Charles Nicolle.

## Naissances
- 2 janvier : Tawhida Ben Cheikh (morte en 2010), pédiatre et gynécologue tunisienne.
- Février : Antoine Beau (mort en 1996), médecin français[13].
- 2 mars : Paul Bernard (mort en 1995), psychiatre français[14].
- 19 mars : Jean Brachet (mort en 1988), embryologiste, biologiste et biochimiste belge.
- 22 avril : Rita Levi-Montalcini (morte en 2012), neurologue italienne, lauréate en 1986, avec Stanley Cohen, du prix Nobel de médecine, « pour leurs découvertes sur les facteurs de croissance[15] ».
- 11 mai : Joseph Kerharo, pharmacien militaire français, spécialiste de la flore médicinale et des pharmacopées traditionnelles africaines, mort le 11 janvier 1986.
- 23 mai : René Truhaut (mort en 1994), toxicologue français.
- 7 juin : Virginia Apgar (morte en 1974), anesthésiste américaine.
- 23 juin : René Couteaux (mort en 1999), neurobiologiste français, spécialiste de la cytologie du neurone et l'un des fondateurs de l'école française de neuroanatomie.
- 24 juin : Jean Bouche (mort en 1996), chirurgien français[16],[17].
- 15 juillet : Jean Hamburger (mort en 1992), médecin et essayiste français.
- 5 septembre : Yusuf Dadoo (mort en 1983), médecin et homme politique sud-africain, membre du Parti communiste sud-africain.
- 22 novembre : Pierre de Graciansky (mort en 1999), dermatologue français[18].
- 11 décembre : Paul Bregeat (mort en 1989), ophtalmologiste français[19].

## Décès
- 3 janvier : Douglas Argyll Robertson (né en 1837), médecin écossais.
- 10 janvier : Alfred Heurtaux (né en 1832), chirurgien français[20].
- 26 février : Hermann Ebbinghaus (né en 1850), physiologiste allemand.
- 15 mai : Ernest Besnier (né en 1831), dermatologue français, inventeur de la biopsie[21].
- 20 mai : Theodor Engelmann (né en 1843), physiologiste allemand.
- 28 mai : Désiré Bourneville (né en 1840), aliéniste et neurologue français.
- 13 août : Otto Bollinger (en) (né en 1843), pathologiste allemand.
- 3 septembre : Stephen Mackenzie (en) (né en 1844), médecin anglais.
- 19 octobre : Cesare Lombroso (né en 1835), professeur italien de médecine légale
- 19 décembre : Édouard Brissaud (né en 1852), neurologue, anatomo-pathologiste et historien de la médecine français.
- 22 décembre : Louis Malassez (né en 1842), anatomiste français.
- 26 décembre : Louis Lortet (né en 1836), médecin, botaniste, zoologiste, paléontologue, égyptologue et anthropologue français.

Date inconnue
- Fernand Lagrange (né en 1845), médecin et physiologiste français, promoteur du sport et de l'éducation physique.